# Lejonet & Björnen
Lejonet & Björnen Sverige AB är en svensk glasstillverkare med tillverkning i Göteborg. Företaget grundades 1977 av Werner Steffens. 
Lejonet & Björnen försattes i konkurs i november 2008, men drevs vidare sedan Anders Edman, Kenneth Johansen, Katarina Mild och maken Håkan Mild gått in som nya ägare.

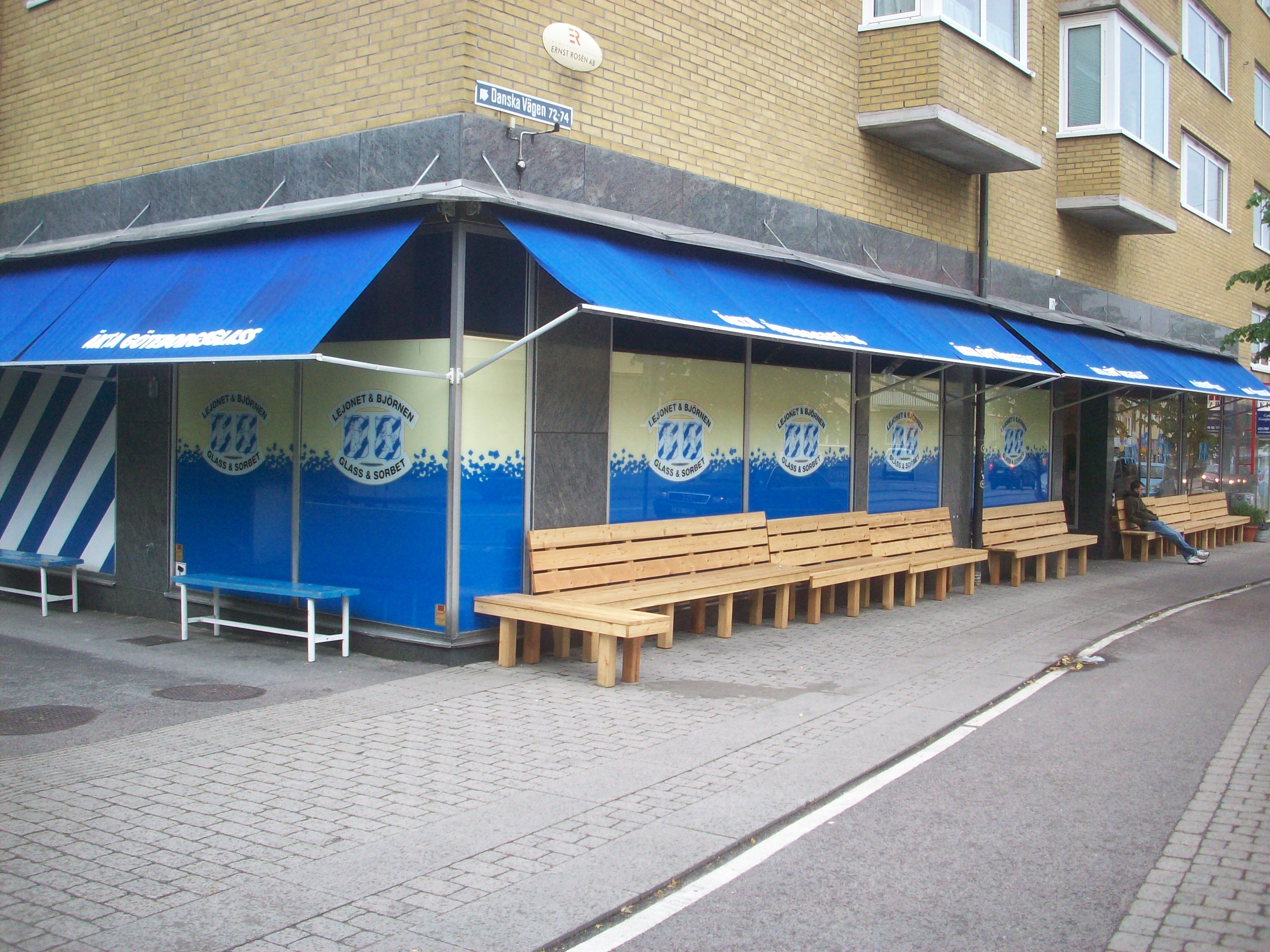
Glassbutik på Danska vägen i Göteborg i juni 2008